# Juvhel Tsoumou
Juvhel Tsoumou né le 27 décembre 1990 à Brazzaville au Congo, est un footballeur international congolais (RC) évoluant au poste d'attaquant.

## Biographie
Le 30 mai 2022, il entre en jeu à la 83ème minute à la place de Zouhair El Moutaraji contre l'Al-Ahly SC en finale de la Ligue des champions de la CAF et remporte la compétition grâce à une victoire de 2-0 au Stade Mohammed-V,,,.

## Palmarès

### En club
Wydad Athletic Club
- Championnat du Maroc
  - Champion : 2022
- Ligue des champions de la CAF
  - Champion : 2022
- Coupe du Trône 
  - Finaliste : 2022